# Pavel Sibera
Pavel Sibera (18. listopad 1962, Praha) je český rallyeový jezdec, účastník Mistrovství světa v rallye a dlouholetý pilot týmu Škoda Motorsport.

## Kariéra

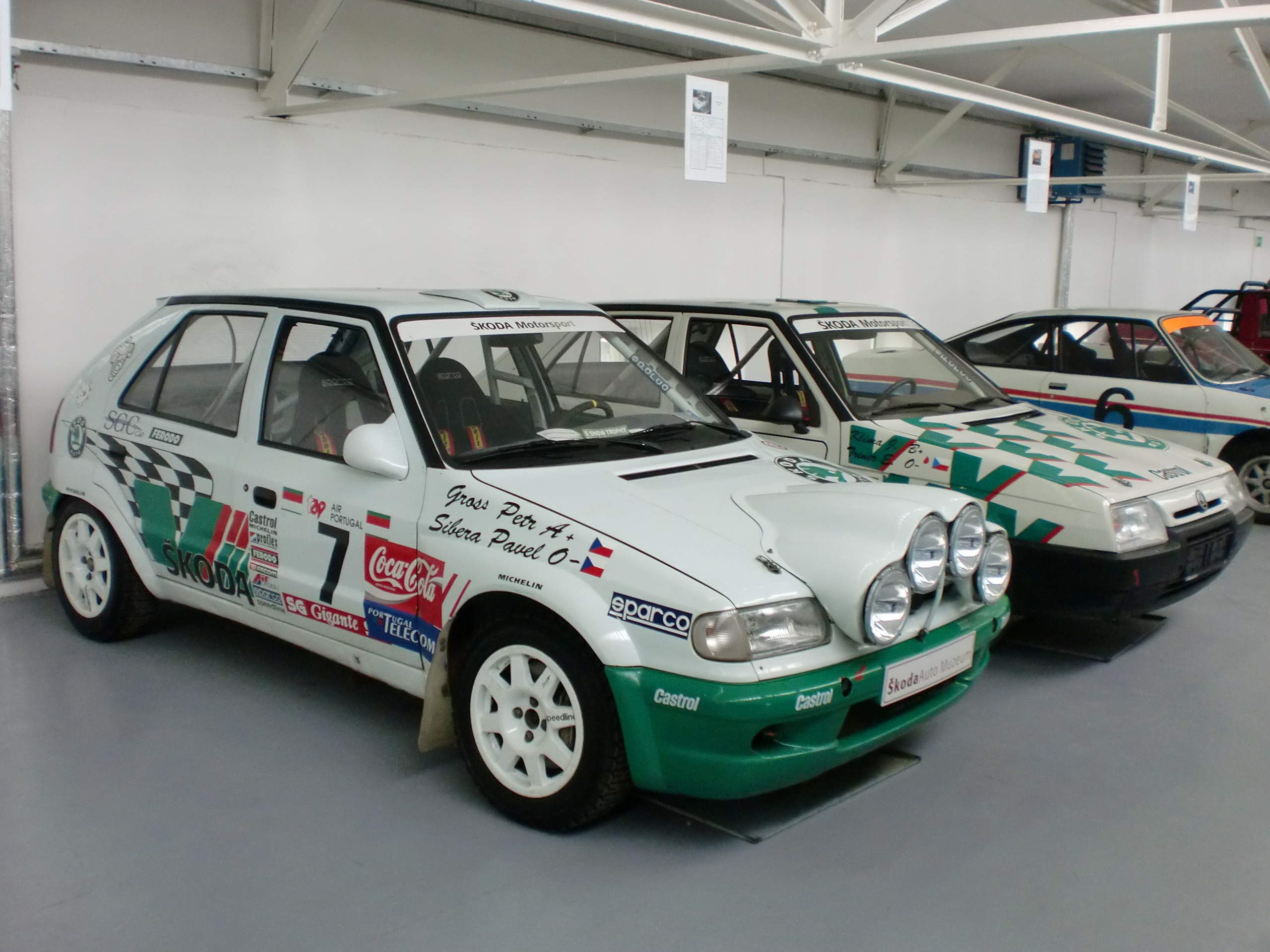
Škoda Felicia Kit Car Pavla Sibery v Škoda Muzeu

Poprvé závodil v roce 1987 a v témže roce se účastnil i několika závodů Mistrovství světa v rallye 1987. Jeho navigátorem se stal Petr Gross. S vozem Škoda 130 LR skončili na RAC Rallye 1987 na 27. pozici. V sezonách 1989 až 1994 startoval s vozem Škoda Favorit 136 L/A Rallye. Na Acropolis rallye 1994 a v Portugalsku dojel desátý a dopomohl tak týmu k zisku titulu Mistra světa mezi týmy. V sezonách 1995 a 1996 nasazoval tým vůz Škoda Felicia Kit Car. V průběhu sezony 1997 tým přešel na vůz Škoda Octavia Kit Car. V sezoně Mistrovství světa v rallye 1999 pak startoval na několika soutěžích s Octavií WRC. Ve stejném roce se stal i vicemistrem Evropy